# Appiano sulla Strada del Vino
Appiano sulla Strada del Vino (Eppan an der Weinstraße) é uma comuna italiana da região do Trentino-Alto Ádige, província de Bolzano, com cerca de 12.643 habitantes. Estende-se por uma área de 59 km², tendo uma densidade populacional de 214 hab/km². Faz fronteira com Andriano, Bolzano, Caldaro sulla Strada del Vino, Fondo (TN), Malosco (TN), Nalles, Ronzone (TN), Sarnonico (TN), Senale-San Felice, Terlano, Vadena.

## Demografia
| Variação demográfica do município entre 1861 e 2011                               |
|                                                                                   |
| Fonte: Istituto Nazionale di Statistica (ISTAT) - Elaboração gráfica da Wikipedia |